# Training Deportes
Training Deportes Ltda., conocida nacionalmente como «Training Professional», «Training Pro», o simplemente «Training», es una compañía chilena nacida en el año 1994 dedicada a la fabricación de ropa deportiva, y patrocinadora de eventos. Su sede principal se encuentra en Recoleta, Santiago, Chile.
Fue fundada por Roberto Enrique Abusada y Balby Parra, bajo la razón social de Sociedad Comercial Abusada y Parra Limitada, la cual se encuentra ubicada en la calle Nicolás de Gárnica 610, Oficina 3 D, dentro de la comuna de Recoleta.
Entre sus patrocinios se destacaron, el club Palestino y la Selección de Palestina, ya que los socios fundadores de la compañía son de esa nacionalidad.
Es una filial de Uhlsport en Chile, produciendo indumentaria de la marca alemana bajo licencia en el país andino.
Además es la encargada de confeccionar la marca CAFU Football, de propiedad de la empresa chilena Tro Deportes Ltda, tras un convenio establecido entre las dos partes.